# Corps expéditionnaire britannique
Pour les articles homonymes, voir BEF, CEB et Corps expéditionnaire.

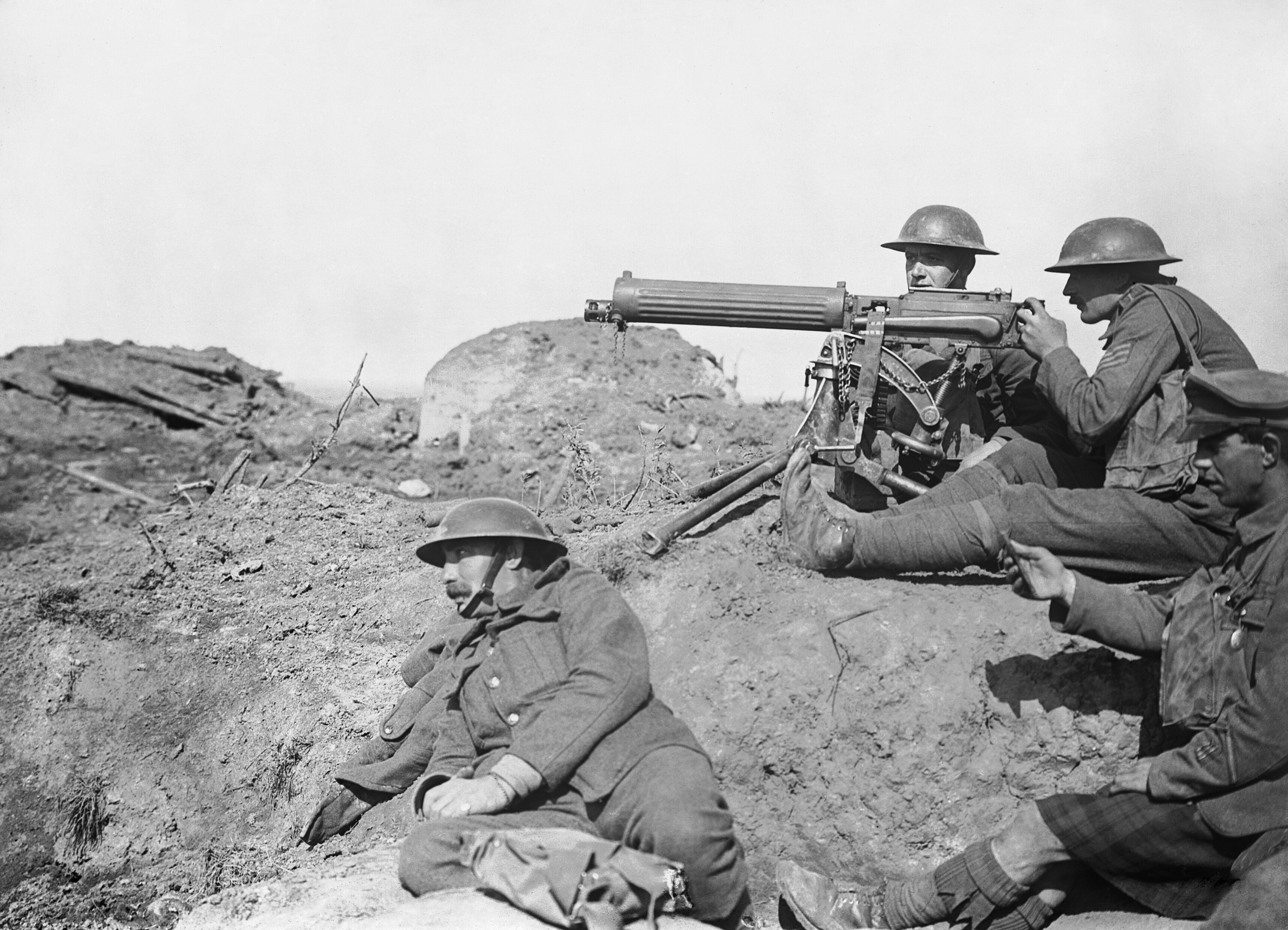
Mitrailleuse britannique Vickers en 1917.

La British Expeditionary Force (BEF), ou en français le Corps expéditionnaire britannique (CEB), est un corps expéditionnaire britannique envoyé pour participer aux combats en France et en Belgique à la suite du déclenchement de la Première Guerre mondiale.
Le même nom a été donné aux forces britanniques envoyées en France à partir de 1939-1940 au cours de la Seconde Guerre mondiale.

## Historique
Pour un article plus général, voir Armée britannique dans la Première Guerre mondiale.
La BEF a été créée par le secrétaire d'État à la Guerre britannique Richard Haldane après la seconde guerre des Boers dans le cadre des réformes Haldane, dans le cas où le Royaume-Uni puisse, en cas de nécessité, déployer rapidement une force de la British Army capable de prendre part à une guerre outre-mer.

## Première Guerre mondiale

### Commandants
Son premier commandant est le field marshal Sir John French. Il est remplacé en décembre 1915 par le général Douglas Haig.

### Composition en 1914
- cavalerie :

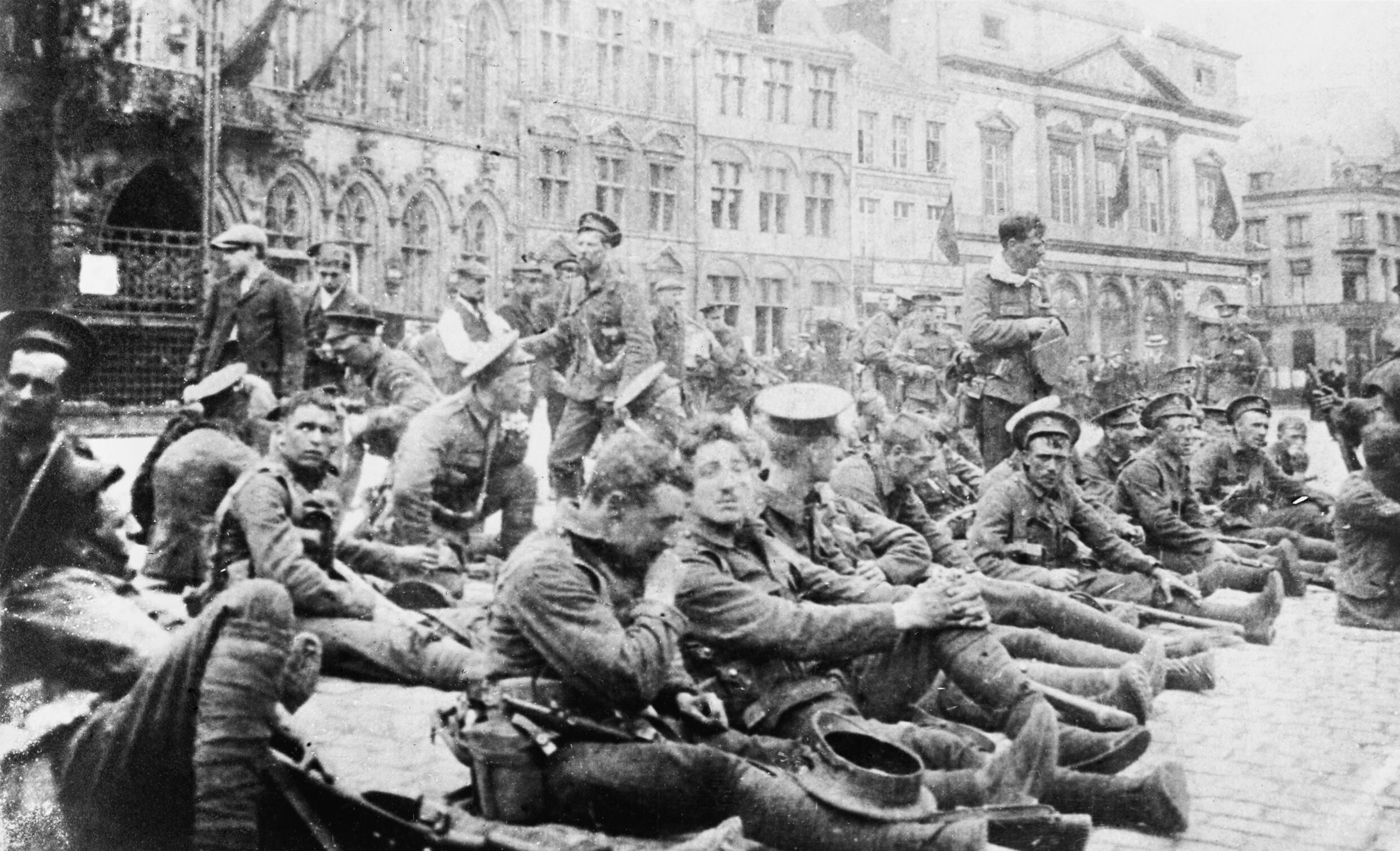
Troupes du corps expéditionnaire britannique à la bataille de Mons en 1914.

  - 1re division de cavalerie ;
  - 5e brigade de cavalerie.
- 1er corps commandé par Sir Douglas Haig :
  - 1re division d'infanterie ;
  - 2e division d'infanterie.
- 2e corps commandé par Sir Horace Smith-Dorrien :
  - 3e division d'infanterie ;
  - 5e division d'infanterie.
- 3e corps :
  - 4e division d'infanterie ;
  - 6e division d'infanterie.
- Force A ;
- Royal Flying corps.

### Historique

Tranchée britannique sur la Somme en 1916.

Au cours de la Première Guerre mondiale les effectifs de la BEF (British Expeditionary Force) ont beaucoup évolué : d'une force de 70 000 hommes, composée de professionnels en 1914, elle est passée à plusieurs millions d'hommes, d'abord volontaires puis conscrits, qui se battit principalement contre l'armée impériale allemande sur le front de l'Ouest.
Le terme British Expeditionary Force est souvent utilisé pour faire référence, seulement, aux forces présentes en France en 1914. Mais ce terme s'applique également aux troupes de renforts qui composèrent les Première et Deuxième armées (puis les troisième, quatrième et cinquième plus tard en cours de création dans la guerre).
Toutefois, le nom est resté la désignation officielle de l'armée britannique en France et plus particulièrement dans les batailles des Flandres tout au long de la Première Guerre mondiale.
Sur le plan logistique, ce fut 3 241 000 tonnes d'aliments, 5 438 602 tonnes de fourrage et 5 235 538 tonnes de munitions qui furent envoyées aux forces en France et en Belgique tandis que sur le plan du transport, elle disposait entre autres, à la fin de cette guerre, de 18 984 ambulances et camions dérivés de la Ford T.
Au cours de la guerre, 5 399 563 hommes ont servi avec le BEF sur le front de l'Ouest, représentant un tiers des forces alliées totales en France et en Belgique au moment de l'armistice, avec un effectif maximal de 2 046 901 hommes à un moment donné.

### Controverse
Le Kaiser Guillaume II voyait d'un très mauvais œil l'arrivée de la BEF.
En effet, le roi George V du Royaume-Uni et Guillaume II étaient cousins germains ; la reine Victoria était leur grand-mère.
Guillaume II aurait fait cette recommandation à ses généraux le 19 août 1914 : « Il est de mon royal et impérial avis que vous concentriez vos énergies, pour l'immédiat, sur un seul objectif. Consacrez toutes vos compétences et tout le courage de mes soldats à exterminer tout d'abord le traître anglais. » Il aurait également donné le nom de « méprisable » à cette force qu'il jugeait ridicule.
Toutefois aucune preuve d'un tel ordre n'a jamais été trouvée dans les archives allemandes après la guerre, et l'ex-Kaiser a toujours nié avoir dit ces phrases. L'ordre a été, semble-t-il, créé par Maurice Frederick dans le Bureau de la Guerre à des fins de propagande ; d'autant que de l'effort allemand à l'Ouest s'est porté sans distinction contre l'ensemble des troupes alliées, dont l'armée française était de loin la principale.

## Seconde Guerre mondiale

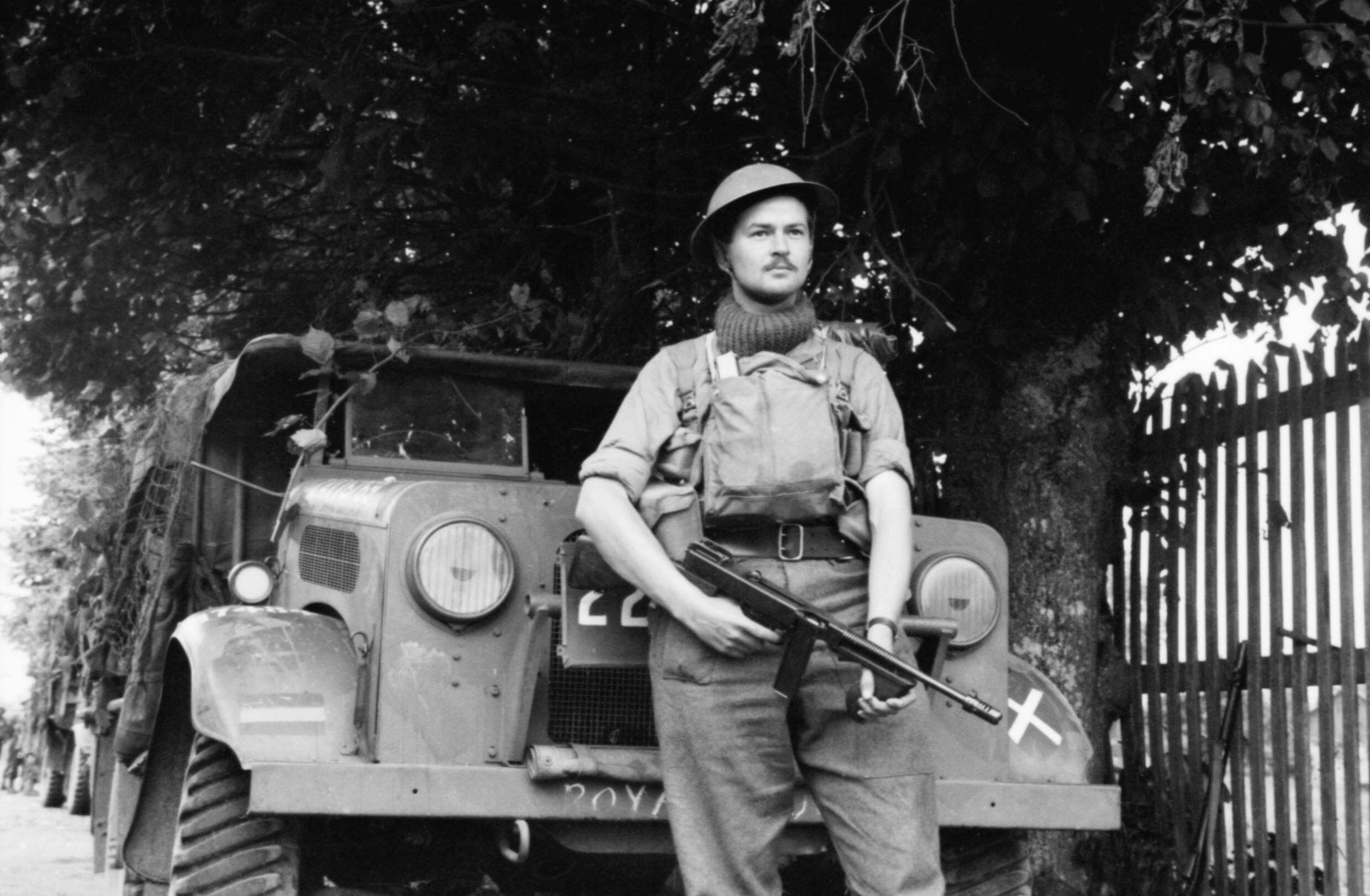
Soldat britannique armé d'une Thompson et camion Bedford MWD en France en juin 1940 pendant la bataille de France.

### Commandants
- Général Lord Gort
- Général Alan Brooke

### Historique
Après l'invasion allemande de la Pologne en 1939, la British Expeditionary Force a été envoyée à la frontière franco-belge.
En mai 1940, lors de l'attaque allemande, elle était constituée de :
- 10 divisions d'infanterie en trois corps (I, II et III) ;
- 1 brigade blindée d'armée (1st Army Tank Brigade) ;
- 1 détachement d'environ 500 avions.

Cette force aérienne, la BAFF (British Air Forces in France) était sous le commandement de l'Air Marshal Barratt et se subdivisait à son tour en Advanced Air Striking Force (AASF) supposée épauler l'armée de l'air française et l'Air Component of the British Expeditionary Force (BEF) chargée de soutenir la BEF.
La BEF était commandée par le général Lord Gort. Cette force ne constituait qu'un dixième des forces alliées en face des forces allemandes sur le front allant du Rhin à l'Atlantique, mais une partie prépondérante du mécanisme anglo-franco-belge qui défendait la frontière Allemagne-Belgique puis Belgique-France. Prise de front puis dépassée par les forces allemandes qui contournent la ligne Maginot par la percée de Sedan, la force britannique s'effondre. Elle subit de lourdes pertes et se retrouve encerclée dans une poche autour de Dunkerque. Une partie (environ 330 000 hommes) furent évacués de Dunkerque entre le 26 mai et le 4 juin 1940 grâce à la défense fournie par les troupes françaises, qui subissent de lourdes pertes pour permettre la retraite des forces britanniques ainsi que de contingents français. La force britannique laisse une grande partie de son équipement, dont tous les équipements lourds, sur le sol belge et français. Environ 61 000 soldats de la force britannique furent cependant fait prisonniers par les Allemands.

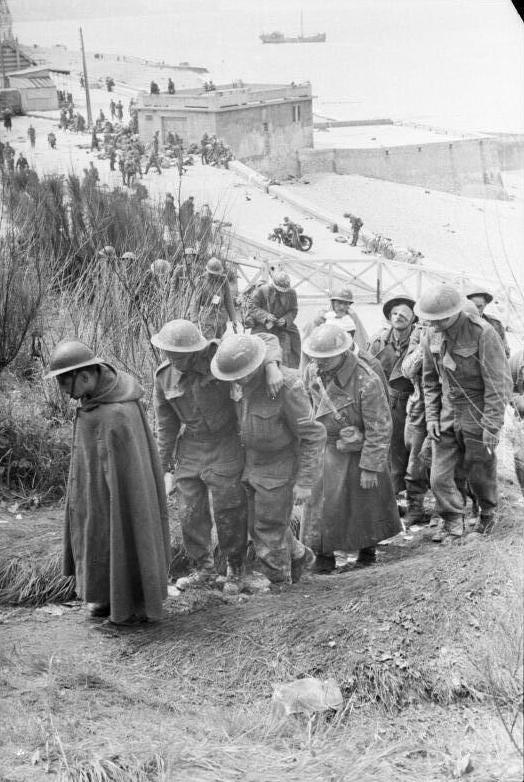
Soldats britanniques prisonniers à Veules-les-Roses, près de Saint-Valery-en-Caux en 1940.

La 51e (Highland) division d'infanterie, n'ayant pas été enfermée dans la poche de Dunkerque, s'est battue à Saint-Valery-en-Caux et, encerclée, a capitulé.
Le second corps expéditionnaire commandé par le général Alan Brooke a quant à lui été évacué par l'ouest de la France au cours de l'opération Ariel.